# 西島章次
西島 章次（にしじま しょうじ、1949年4月26日 - 2012年7月28日）は、日本の経済学者。神戸大学副学長。駐ブラジル公使。専門はラテンアメリカ経済論。

## 経歴

### 学歴
- 1968年 私立高槻高等学校卒業
- 1973年 神戸市外国語大学外国語学部卒業
- 1978年 神戸大学経済学研究科博士課程単位取得退学

### 職歴
- 1981年 神戸大学経済研究所助教授として奉職
- 1994年 神戸大学経済経営研究所教授
- 1998年 神戸大学国際協力研究科教授
- 1999年 神戸大学経済経営研究所教授
- 2002年 - 2004年経済経営研究所所長
- 2005年 - 2007年 神戸大学副学長
- 2012年3月、神戸大学経済経営研究所教授を退官
- 2012年4月 - ブラジル公使（経済担当）
- 2012年7月28日 - ブラジル中部ゴイアス州で交通事故死[1]。享年64歳。
- 2012年9月30日午後1時、神戸大学出光佐三記念六甲台講堂にて、「西島章次先生を送る会」が開かれた[2]。

### 受賞歴
- 発展途上国研究奨励賞（1991年）

## 主な著書

### 単著
- 『ブラジルの高度成長期の研究』（神戸大学経済経営研究所研究叢書　1981年）
- 『現代ラテンアメリカ経済論－インフレーションと安定化政策－』（神戸大学研究双書刊行会、有斐閣 1993年）

### 共編著
- （小池洋一）『市場と政府――ラテンアメリカの新たな開発枠組み』（アジア経済研究所研究双書 1997年）
- （細野昭雄）『ラテンアメリカ経済論』（ミネルヴァ書房 2004年）
- （久保広正）『現代の世界経済と日本』（ミネルヴァ書房 2012年）

## 論文
- 国立情報学研究所収録論文 国立情報学研究所